# Lemheirís
Lemheirís (en árabe: لمهيريز‎, en lenguas bereberes: ⵍⵎⵀⵉⵔⵉⵣ en francés: Lamhiriz) es una localidad del Sáhara Occidental controlada por Marruecos, en la provincia de Auserd. Hasta 1976 perteneció al Sahara español.